# Kasseli repülőtér
A Kasseli repülőtér (IATA: KSF, ICAO: EDVK) egy nemzetközi repülőtér Németországban, Kassel közelében. Éves utasforgalma 115 597 fő (2022).

## Futópályák
A repülőtér futópályái:
- 09/27 (2500 m, 45 m, aszfalt)

## Forgalom
Az utasforgalom az elmúlt években az alábbi módon változott:
| Utasok száma | 61 020 | 49 154 | 63 918 | 131 817 | 120 712 | 37 544 | 115 597 |
|              | 2015   | 2016   | 2017   | 2018    | 2019    | 2021   | 2022    |

## Légitársaságok és úticélok
2024-ben a Kasseli repülőtérről az alábbi járatok indulnak (Utoljára frissítve: 2024-11-3):
The following airlines operate regular scheduled and charter flights at Kasseli repülőtér:
| Légitársaság      | Célállomások                             |
| ----------------- | ---------------------------------------- |
| Corendon Airlines | Szezonális: Antalya                      |
| Rhein-Neckar Air  | Szezonális charter: Heringsdorf, Sylt    |
| SkyAlps           | Szezonális: Bolzano                      |
| Sundair           | Szezonális: Heraklion, Palma de Mallorca |

## Statisztika

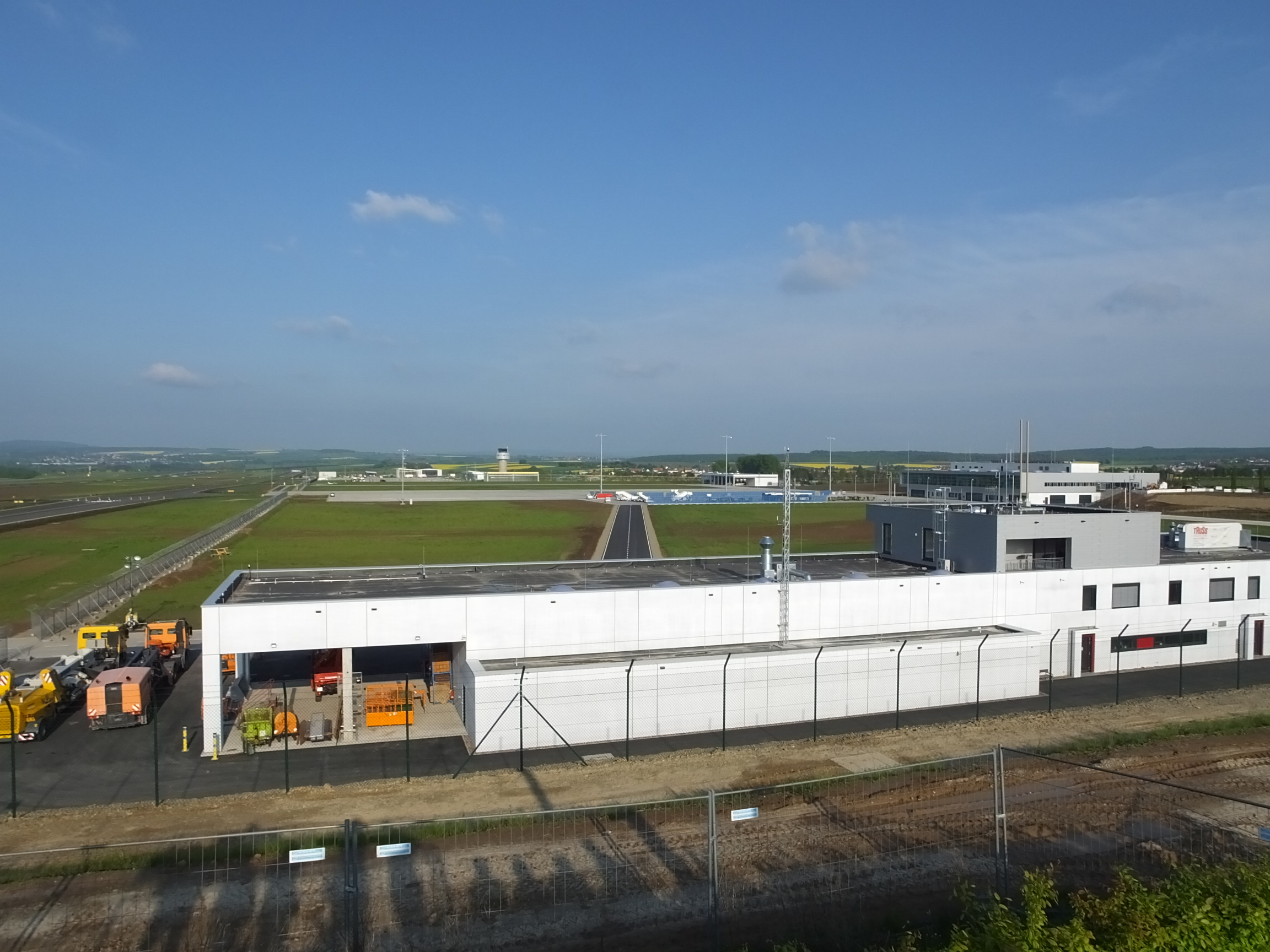

| 2013                      | 49 557  |
| 2014                      | 45 587  |
| 2015                      | 64 926  |
| 2016                      | 54 822  |
| 2017                      | 69 810  |
| 2018                      | 131 817 |
| Forrás: Kasseli repülőtér |         |